# Atraphaxis muschketowii
Atraphaxis muschketowii là một loài thực vật có hoa trong họ Rau răm. Loài này được Krasn. mô tả khoa học đầu tiên năm 1886.